# Martin Sheen
Pour les articles homonymes, voir Sheen.
Ramón Estevez, dit Martin Sheen, est un acteur américano-hispano-irlandais[réf. nécessaire], né le 3 août 1940 à Dayton (Ohio).
Il est le père des acteurs Charlie Sheen, Emilio Estevez, Ramon Estevez et Renée Estevez, ainsi que le frère de Joe Estevez.

## Biographie

### Enfance et formation
D'origine espagnole (Galice) par son père Francisco Estévez, et irlandaise (comté de Tipperary) par sa mère Mary Ann Phelan, il est le septième d'une fratrie de dix enfants.
À l'âge de dix-neuf ans, il aurait raté volontairement l'examen d'entrée à l'université de Dayton pour devenir comédien. Il part ensuite pour New York, où il loge avec Al Pacino avec qui il travaille au Living Theatre dans Greenwich Village (ils nettoient les toilettes et disposent les tapis des pièces présentées). Dans cette ville, il commence au théâtre et à la télévision. En 1961, il apparaît ainsi dans un épisode de la série télévisée Route 66. Il adopte alors le nom de scène de Martin Sheen, en référence au directeur de casting de CBS Robert Dale Martin, qui lui a offert son premier rôle, et à l'archevêque Fulton Sheen.

### Carrière
Il débute sur le grand écran en 1967 dans L'Incident de Larry Peerce. Il décroche un rôle plus important l'année suivante dans Trois Étrangers, d'après la pièce de théâtre éponyme qu'il a lui-même jouée. L'acteur se fait surtout remarquer en 1973 avec La Balade sauvage de Terrence Malick, où il est la tête d'affiche avec Sissy Spacek. Malgré tout sa carrière cinématographique peine à vraiment décoller, il tourne alors de nombreux téléfilms. Il revient au cinéma en 1976 avec Le Pont de Cassandra de George Cosmatos, aux côtés de Sophia Loren, Richard Harris et Burt Lancaster.
En 1979, il remplace au pied levé Harvey Keitel, après deux semaines de tournage, pour le rôle du capitaine Willard dans le film de guerre de Francis Ford Coppola, Apocalypse Now. La scène d'ouverture, dite de « la chambre d'hôtel » est fameuse, mais elle l'est encore plus quand on connaît les détails du tournage : pour s'imprégner de la psychologie malade et fragilisée de son personnage, Martin Sheen s'enferme pendant deux jours dans la chambre d'hôtel, tout en buvant des quantités impressionnantes d'alcool. Coppola ne le dirige presque pas, tellement l'acteur correspond à l'image qu'il avait du personnage. L'acteur s'implique si bien qu'il s'ouvre la main en brisant un miroir ; Coppola veut arrêter de tourner, mais Sheen insiste pour continuer. Le tournage du film se poursuit sur plusieurs mois dans des conditions climatiques et techniques difficiles, qui provoquent chez l'acteur une grave attaque cardiaque. Refusant que le tournage soit interrompu trop longtemps par sa faute, Martin Sheen exige de continuer à travailler et revient sur le plateau, après seulement cinq semaines de repos. Le film se poursuit donc pour lui sous étroite surveillance médicale. Ce n'est qu'une fois le film terminé qu'il accepte de prendre le temps de se soigner efficacement.
Grâce à Apocalypse Now, il obtient davantage de rôles dans les années 1980 : celui d'un journaliste dans Gandhi (1982) de Richard Attenborough ou encore de Greg Stillson dans Dead Zone (1983) de David Cronenberg. Malgré cela, il reste un acteur engagé, apparaissant notamment dans le documentaire Broken Rainbow, qui revient sur la relocalisation forcée de milliers d'indiens Navajo en raison de spéculations minières en Arizona. Il continue cependant d'apparaître dans des grosses productions, comme Wall Street (1987) d'Oliver Stone, où il joue pour la première fois aux côtés de son fils Charlie Sheen.
En 1990, il s'essaie à la réalisation avec le long-métrage Cadence, dans lequel il apparaît à nouveau avec son fils Charlie. Durant les années 1990, malgré de nombreux films tournés, il est rarement la tête d'affiche. Il est ainsi le second rôle masculin de Gettysburg (1993) où il incarne Robert Lee puis de Le Président et Miss Wade (1995) avec Michael Douglas. En 1996, il est dirigé par son fils Emilio Estevez dans The War at Home.
En 1999, il incarne le président des États-Unis Josiah « Jed » Bartlet dans la série télévisée À la Maison-Blanche. La série est un succès et connaîtra sept saisons, jusqu'en 2006. Il continue tout de même d'apparaître dans divers projets de ses fils : dans un épisode de la sitcom de Charlie Mon oncle Charlie en 2005 ou encore dans le film Bobby d'Emilio en 2006. La même année, il obtient un rôle dans Les Infiltrés de Martin Scorsese.
En 2010, il prête sa voix à l'intrigant Homme Trouble (en) dans le jeu de science-fiction Mass Effect 2 du studio BioWare. Il reprend le rôle en 2012 dans le troisième volet.
De 2012 à 2014, il apparaît dans plusieurs épisodes de la série télévisée Anger Management, où il joue le père du personnage incarné par son fils Charlie Sheen. Il incarne également Benjamin « Ben » Parker dans le reboot des aventures de Spider-Man, The Amazing Spider-Man de Marc Webb avec Andrew Garfield dans le rôle tire. Il reprend le personnage deux ans plus tard dans The Amazing Spider-Man : Le Destin d'un héros (The Amazing Spider-Man 2) du même réalisateur.
Entre 2015 et 2022, il joue l'amant de Sam Waterston dans la série Grace et Frankie portée par Jane Fonda et Lily Tomlin.

### Engagement politique

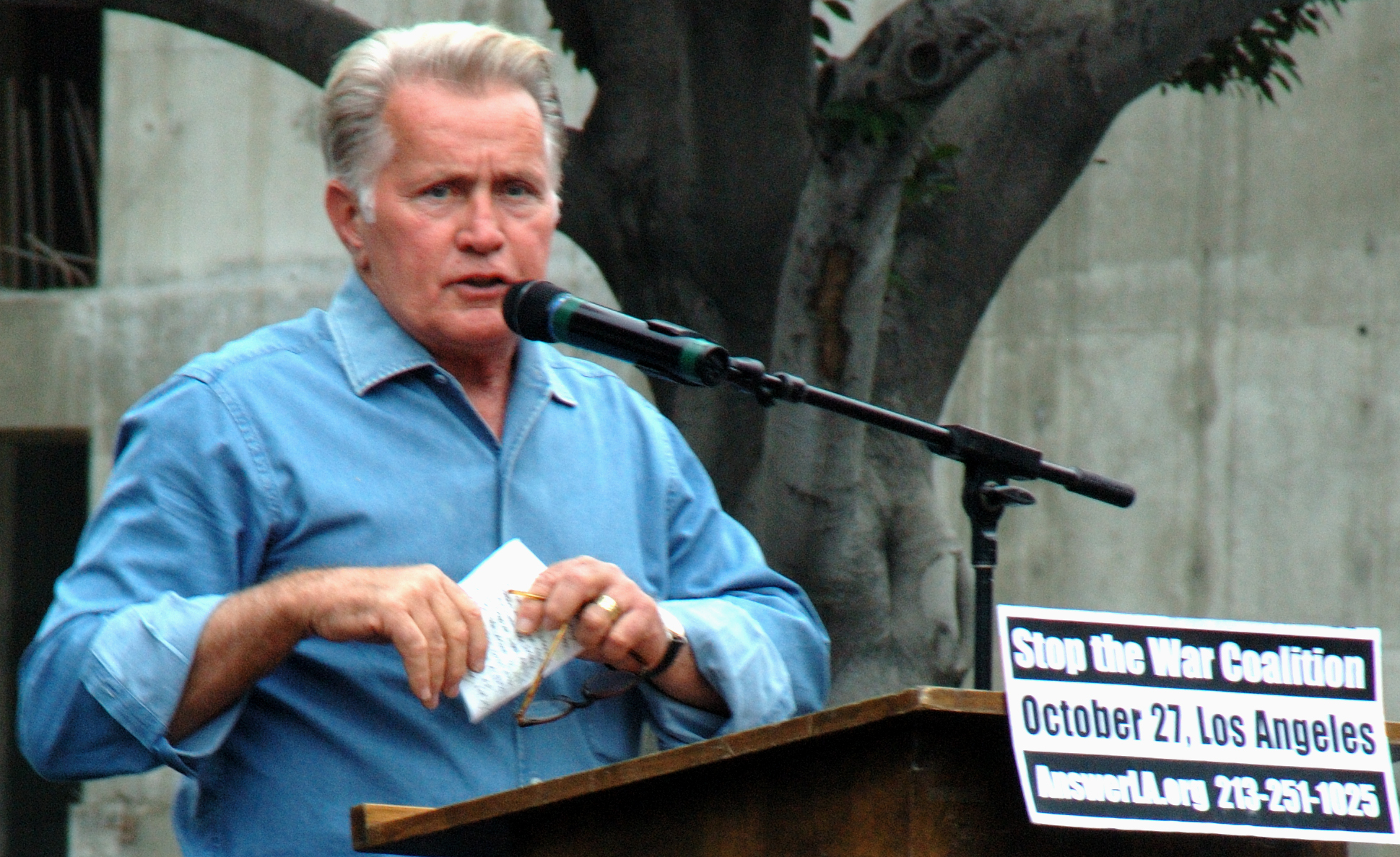
Martin Sheen en octobre 2007

Sur le plan politique, il milite depuis toujours pour le Parti démocrate, dans une mouvance pacifiste et écologiste. Il est ainsi l'un des acteurs ayant mené la contestation hollywoodienne de la guerre d'Irak en 2003, qu'il condamne non pas comme illégitime, mais comme non nécessaire. Il a apporté son soutien à l'action de l'Albert Einstein Institution et de la National Endowment for Democracy contre le président Milosević. Par ailleurs, il soutient l'association écologiste Sea Shepherd Conservation Society. Il a également toujours été un fervent admirateur des Kennedy, notamment de Bob Kennedy, le frère de JFK ; il a assisté à un discours de Robert Kennedy et affirme que les États-Unis ont beaucoup perdu le jour de son assassinat. Il joue d'ailleurs en 2006 dans le film de son fils Emilio, Bobby. Loin de l'image que beaucoup d'Européens se font des Nord-Américains, il fait plutôt partie de cette génération d'intellectuels et d'artistes désabusés par un retour de ce qu'ils avaient pu combattre pendant les années 1960/1970, notamment le conflit irakien mené par l'administration de George Bush fils.
Le 27 octobre 2007, il a, comme son fils Charlie Sheen, remis en cause la thèse officielle relative aux attentats du 11 septembre 2001 et soutenu les théories du complot.

## Filmographie

### Cinéma

#### Années 1960-1970
- 1967 : L'Incident (The Incident) de Larry Peerce : Artie Connors
- 1968 : Trois Étrangers (The Subject Was Roses) d'Ulu Grosbard : Timmy Cleary
- 1970 : Catch 22 de Mike Nichols : le premier-lieutenant Dobbs
- 1972 : Rage de George C. Scott : le major Holliford
- 1972 : No Drums, No Bugles de Clyde Ware : Ashby Gatrell
- 1972 : Pickup on 101 (en) de John Florea : Lester Baumgartner
- 1973 : La Balade sauvage (Badlands) de Terrence Malick : Kit
- 1973 : When the Line Goes Through de Clyde Ware : Bluff Jackson
- 1974 : Le Dernier des condors (The Legend of Earl Durand) de John D. Patterson : Luther Sykes
- 1976 : Le Pont de Cassandra (The Cassandra Crossing) de George Cosmatos : Robby Navarro
- 1977 : La Petite Fille au bout du chemin (The Little Girl Who Lives Down the Lane) de Nicolas Gessner : Frank Hallet
- 1979 : Apocalypse Now de Francis Ford Coppola : le capitaine Willard
- 1979 : L'Étalon de guerre (Eagle's Wing) de Anthony Harvey : Pike

#### Années 1980
- 1980 : Nimitz, retour vers l'enfer de Don Taylor : Warren Lasky
- 1981 : Loophole de John Quested : Stephen Booker
- 1982 : That Championship Season de Jason Miller : Tom Daley
- 1982 : Gandhi de Richard Attenborough : Vince Walker
- 1982 : Enigma de Jeannot Szwarc : Alex Holbeck
- 1983 : Dead Zone de David Cronenberg : Greg Stillson
- 1983 : Un homme, une femme, un enfant (Man, Woman and Child) de Dick Richards : Robert Beckwith
- 1983 : In the King of Prussia, film documentaire réalisé par Emile de Antonio : le juge Samuel Salus II
- 1984 : Charlie (Firestarter) de Mark L. Lester : le capitaine Hollister
- 1987 : Wall Street d'Oliver Stone : Carl Fox
- 1987 : Les Envoûtés (The Believers) de John Schlesinger : Cal Janisson
- 1987 : Siesta de Mary Lambert (réalisatrice) : Del
- 1988 : Da de Matt Clark : Charlie Tynan
- 1988 : Judgment in Berlin de Leo Penn : Herbert J Stern
- 1989 : Marked for murder de Rick Sloane : l'homme dans le parc
- 1989 : Cold front d'Allan A. Goldstein : John Hyde
- 1989 : L'Héritier de Beverly Hills (Beverly Hills Brats) de Jim Sotos (en) : le docteur Jeffrey Miller
- 1989 : Au-delà des étoiles (Beyond the Stars) de David Saperstein : Paul Andrews

#### Années 1990
- 1990 : Cadence de Martin Sheen : Sergent-chef Otis McKinney
- 1991 : The Maid d'Ian Toynton
- 1991 : JFK d'Oliver Stone : le narrateur
- 1991 : Aux cœurs des ténèbres : L'Apocalypse d'un metteur en scène (Hearts of Darkness : A Filmmaker's Apocalypse), documentaire d'Eleanor Coppola, George Hickenlooper et Fax Bahr : lui-même
- 1993 : Le Profiler (When the Bough Breaks) de Michael Cohn : le capitaine Swaggert
- 1993 : Grey Knight de George Hickenlooper : le général Haworth
- 1993 : Hear No Evil de Robert Greenwald : le lieutenant Brock
- 1993 : Gettysburg de Ronald F. Maxwell : le général Robert E. Lee
- 1993 : Hot Shots! 2 (Hot Shots! Part Deux) de Jim Abrahams : Benjamin Willard
- 1994 : Hits! de William R. Greenblatt : Kelly
- 1994 : Boca de Walter Avancini et Zalman King : Jesse James Montgomery
- 1995 : Dillinger et Capone de Jon Purdy : John Dillinger
- 1995 : Le Président et Miss Wade (The American President) de Rob Reiner : A. J. MacInerney
- 1995 : Génération sacrifiée (Dead presidents) de Albert et Allen Hughes : le juge
- 1995 : Gospa de Jakov Sedlar : le père Jozo Zovko
- 1996 : The War at Home d'Emilio Estevez : Bob Collier
- 1996 : Entertaining Angels: The Dorothy Day Story de Michael Ray Rhodes : Peter Maurin
- 1997 : Spawn de Mark Dippé, basé sur le comics Spawn de Todd McFarlane : Jason Wynn
- 1997 : La Dernière Cavale (Truth or Consequences, N.M.) de Kiefer Sutherland : Monsieur
- 1997 : Hors-la-loi (A Stranger in the Kingdom) de Jay Craven : Sigurd Moulton
- 1998 : La Loi du sang (Monument Ave.) de Ted Demme : Hanlon
- 1998 : Free Money de Yves Simoneau : le directeur
- 1999 : Une fille qui a du chien (Lost and Found) de Jeff Pollack : Millstone
- 1999 : Cyclone (Twister II : Extreme tornado) de Harris Done : le général James Roberts
- 1999 : Gunfighter de Christopher Coppola : l'étranger
- 1999 : Ninth Street de Kevin Willmott et Tim Rebman : le père Frank
- 1999 : A Texas Funeral de William Blake Herron : grand-père Sparta

#### Années 2000
- 2001 : Othello 2003 (O) de Tim Blake Nelson : Duke Goulding
- 2003 : The Commission de Mark Sobel
- 2003 : Arrête-moi si tu peux (Catch Me If You Can) de Steven Spielberg : Roger Strong
- 2003 : Milost mora de Dominik Sedlar et Jakov Sedlar : Frederik
- 2006 : Les Infiltrés (The Departed) de Martin Scorsese : Oliver Queenan
- 2006 : Bobby d'Emilio Estevez : Jack
- 2007 : Les Oubliées de Juarez (Bordertown) de Gregory Nava : George Morgan
- 2007 : Flatland: The Movie de Jeffrey Travis et Dano Johnson : Arthur Square
- 2007 : Talk to Me de Kasi Lemmons : E.G. Sonderling
- 2009 : Conspiracy (Echelon Conspiracy) de Greg Marcks : Raymond Burke
- 2009 : Dans ses rêves (Imagine That) de Karey Kirkpatrick : Dante D'Enzo
- 2009 : Coup de foudre à Seattle (Love Happens) de Brandon Camp : le beau-père de Burke Ryan
- 2009 : Chamaco de Miguel Necoechea : Dr Frank Irwin

#### Années 2010
- 2010 : The Way, la route ensemble d'Emilio Estevez : Thomas Avery
- 2011 : Secret Identity (The Double) de Michael Brandt : Tom Highland
- 2011 : Bhopal: A Prayer for Rain de Ravi Kumar : Warren Anderson
- 2011 : Stella Days de Thaddeus O'Sullivan : Daniel Barry
- 2012 : The Amazing Spider-Man de Marc Webb : Benjamin Parker
- 2012 : Jusqu'à ce que la fin du monde nous sépare (Seeking a Friend for the End of the World) de Lorene Scafaria : Frank, le père de Dodge
- 2013 : Ask Me Anything d'Allison Burnett (en) : Glenn Warburg
- 2014 : The Amazing Spider-Man : Le Destin d'un héros (The Amazing Spider-Man 2) de Marc Webb : Benjamin Parker
- 2014 : Favelas (Trash) de Stephen Daldry : le Père Juilliard
- 2015 : Selma d'Ava DuVernay : le juge Frank Minis Johnson
- 2016 : L'Exception à la règle (Rules Don't Apply) de Warren Beatty : Noah Dietrich
- 2016 : Le Messager (The Vessel) de Julio Quintana : le père Douglas
- 2018 : Come Sunday de Joshua Marston : Granville Oral Roberts
- 2019 : Contaminations (The Devil Has a Name) d'Edward James Olmos : Ralph Wegis

#### Années 2020
- 2021 : Judas and the Black Messiah de Shaka King : J. Edgar Hoover
- 2021 : 12 Mighty Orphans de Ty Roberts : Doc Hall

### Télévision

#### Années 1960
- 1961 : Route 66 (série télévisée) de Stirling Silliphant et Herbert B. Leonard, saison 2, épisode 12 "...And the Cat Jumped Over the Moon" : Packy Girard
- 1961 : Les Accusés (The Defenders) (série télévisée) de Reginald Rose, saison 1, épisode 13 "The Attack" : Arnold McCabe
- 1962 : Naked City (série télévisée) de Stirling Silliphant, saison 3, épisode 15 "The Night the Saints Lost Their Halos" : Phillip Kosnik
- 1962 : Les Accusés (The Defenders) (série télévisée) de Reginald Rose, saison 1, épisode 26 "The Tarnished Cross" : Dino Locatelli
- 1962 : The United States Steel Hour (en) (anthologie), saison 10, épisode 2 "The Inner Panic" : Mickey
- 1962 : Naked City (série télévisée) de Stirling Silliphant, saison 4, épisode 4 "And by the Sweat of Thy Brow..." : Nick
- 1962 : Naked City (série télévisée) de Stirling Silliphant, saison 4, épisode 11 "Dust Devil on a Quiet Street" : le serveur au comptoir
- 1963 : The United States Steel Hour (en) (anthologie), saison 10, épisode 13 "Night Run to the West" : Walt
- 1963 : The United States Steel Hour (en) (anthologie), saison 10, épisode 17 "The Soldier Ran Away" : Tom
- 1963 : Armstrong Circle Theatre (anthologie), saison 13, épisode 17 "The Aggressor Force" : Fuller
- 1963 : East Side/West Side (série télévisée) de David Susskind, saison 1, épisode 3 "You Can't Beat the System" : Vince Arno
- 1963 : Arrest and Trial (en), saison 1, épisode 11 "We May Be Better Strangers" : Dale Beatty
- 1963 : Au-delà du réel (The Outer Limits) (série télévisée) de Leslie Stevens, saison 1, épisode 10 "Le Cauchemar" (Nightmare) : le soldat Arthur Dix
- 1963 : The Nurses (série télévisée), saison 2, épisode 13 "The Witch of the East Wing" : Carl
- 1964 : East Side/West Side (série télévisée) de David Susskind, saison 1, épisode 21 "The Passion of the Nickel Player" : l'officier de police judiciaire
- 1964 : Mes trois fils (My Three Sons) (série télévisée) de Tim Considine et Gene Reynolds, saison 4, épisode 32 "The Guys and the Dolls" : Randy Griggs
- 1964 : The Nurses (série télévisée), saison 3, épisodes 2 et 3 "The Prisoner (parts 1 and 2)" : Saunders
- 1964 : Les Accusés (The Defenders) (série télévisée) de Reginald Rose, saison 4, épisode 7 "Turning Point" : Joey Americus
- 1964 : Les Accusés (The Defenders) (série télévisée) de Reginald Rose, saison 4, épisode 8 "A Taste of Ashes" : Adam Novins
- 1965 : For the People (série télévisée) de Stuart Rosenberg, saison 1, épisode 6 "The Killing of One Human Being" : Louis Cahane
- 1965 : The Trials of O'Brien (série télévisée) de Gene Wang, saison 1, épisode 10 "Charlie's Got All the Luck" : Arthur Beckett
- 1965-1970 : As the World Turns : Jack Davis
- 1966 : Hawk, l'oiseau de nuit (Hawk) (série télévisée) d'Allan Sloane, saison unique, épisode 5 "Death Comes Full Circle" : Peter Jannus
- 1966 : Ten Blocks on the Camino Real (téléfilm) de Jack Landau : Kilroy
- 1967 : Flipper le dauphin (Flipper) (série télévisée) de Ricou Browning et Jack Cowden, saison 3, épisode 17 "Flipper et le phoque" (Flipper and the Seal) : Phil Adams
- 1967 : The Catholic Hour (anthologie), épisodes 8 à 10 : le jeune homme
- 1967 : The Edge of Night (soap opera) d'Irving Vendig, saison 11, épisode inconnu : Roy Sanders
- 1968 : Sur la piste du crime (The F.B.I.) (série télévisée) de Quinn Martin, saison 3, épisode 13 "The Dynasty" : Norman Gretzler
- 1968 : Camera Three (anthologie), saison 13, épisodes 21 et 22 "Joseph Papp's Hamlet (Parts 1 and 2)" : Hamlet
- 1968 : N.Y.P.D. (série télévisée) de David Susskind et Arnold Perl, saison 2, épisode 8 "The Peep Freak" : Fred Janney
- 1968 : Mission impossible (Mission: Impossible) (série télévisée) de Bruce Geller, saison 3, épisode 17 "Au plus offrant " (Doomsday) : le lieutenant Albert Brocke
- 1969 : Ranch L (Lancer) (série télévisée) de Samuel A. Peeples, saison 1, épisode 22 "Le Rapt" (The Knot) : Andy Blake
- 1969 : Then Came Bronson (série télévisée) de Denne Bart Petitclerc, saison unique, épisode pilote : Nick Oresko

#### Années 1970
- 1970 : Hawaï police d'État (Hawaii Five-O) (série télévisée) de Leonard Freeman et Jack Lord, saison 2, épisode 20 "Chantage" (Cry, Lie) : Eddie Calhao
- 1970 : Médecins d'aujourd'hui (Medical Center) (série télévisée) de Frank Glicksman et Al C. Ward, saison 1, épisode 18 "A Duel with Doom" : le révérend Bill Thompson
- 1970 : Bracken's World (en) (série télévisée) de Dorothy Kingsley, saison 1, épisode 22 "Papa Never Spanked Me" : Joey Jason
- 1970 : Insight (anthologie), saison 9, épisode 8 "Old King Cole" : Billy
- 1970 : The Andersonville Trial (téléfilm) de George C. Scott : le capitaine Williams
- 1970 : Sur la piste du crime (The F.B.I.) (série télévisée) de Quinn Martin, saison 6, épisode 1 "The Condemned" : Perry Victor
- 1970 : L'Homme de fer (Ironside) (série télévisée) de Collier Young, saison 4, épisode 2 "Interdit aux amateurs" (No Game for Amateurs) : Johnny
- 1970 : Matt Lincoln (série télévisée) de Carol Sobieski et Don Ingalls, saison unique, épisodes 1 et 2 : Charles
- 1970 : The Cliff (téléfilm) de Ralph Senensky et  Allen Reisner : Charlie Devon
- 1970 : Hawaï police d'État (Hawaii Five-O) (série télévisée) de Leonard Freeman et Jack Lord, saison 3, épisode 4 "Souvenirs au présent" (Time and Memories) : Arthur Dixon
- 1970 : The Young Lawyers (série télévisée) de Michael Zagor, saison unique, épisode 10 "Are You Running with Me, Jimmy?" : le révérend Jimmy Haines
- 1971 : Montserrat (téléfilm) de David Friedkin : Arnaldo Lujan
- 1971 : The Interns (série télévisée), saison unique, épisode 15 "The Secret" : Beau Denning
- 1971 : Dan August (série télévisée) de Quinn Martin, saison unique, épisode 16 "Dead Witness to a Killing" : Norman Sayles
- 1971 : Insight (anthologie), saison 10, épisode 5 "Death of the Elephant" : Sean McNulty
- 1971 : Goodbye, Raggedy Ann (téléfilm) de Fielder Cook : Jules Worthman
- 1971 : Sarge (série télévisée) de David Levy, saison unique, épisode 2 "Ring Out, Ring It" : Dan
- 1971 : Sam Cade (Cade's County) (série télévisée) de Rick Husky et Anthony Wilson, saison unique, épisode 3 "Coffres-forts" (Safe Deposit) : Freddie
- 1971 : La Nouvelle Équipe (The Mod Squad) (série télévisée) de Buddy Ruskin, saison 4, épisode 12 "Real Loser" : Danny Morgan
- 1971 : Le Retour du tueur (Mongo's Back In Town) (téléfilm) de Marvin J. Chomsky : Gordon
- 1972 : That Certain Summer (en) (téléfilm) de Lamont Johnson : Gary McClain
- 1972 : Cannon (série télévisée) d'Edward Hume, saison 1, épisode 15 "Regarde toujours devant toi" (Devil's Playground) : Jerry Warton
- 1972 : Sur la piste du crime (The F.B.I.) (série télévisée) de Quinn Martin, saison 7, épisode 16 "A Second Life" : Steve Chandler
- 1972 : Cannon (série télévisée) d'Edward Hume, saison 1, épisode 21 "Attaque aérienne" (A Flight of Hawks) : Jerry Warton
- 1972 : Welcome Home, Johnny Bristol (téléfilm) de George McCowan : Graytak
- 1972 : Mannix (série télévisée) de Bruce Geller, Richard Levinson et William Link, saison 6, épisode 7 "Mémoire de guerre" (To Kill a Memory) : Alex Lachlan
- 1972 : Pursuit (téléfilm) de Michael Crichton : Timothy Drew
- 1973 : Le Visiteur (Catholics aussi nommé Conflict) (téléfilm) de Jack Gold : le père Kinsella
- 1973 : Insight (anthologie), saison 12, épisode 2 "Roommates on a Rainy Day" : Vincent Braddock
- 1973 : Crime Club (téléfilm) de David Lowell Rich : l'adjoint Wilson
- 1973 : Ghost Story (anthologie) de William Castle, saison unique, épisode 15 "Dark Vengeance" : Frank
- 1973 : Sur la piste du crime (The F.B.I.) (série télévisée) de Quinn Martin, saison 8, épisode 18 "The Disinherited" : Neil Harland
- 1973 : Owen Marshall, Counselor at Law (série télévisée) de David Victor et Jerry McNeely, saison 2, épisode 17 "Seed of Doubt" : Colby Arnold
- 1973 : The Rookies (série télévisée) de Rita Lakin, saison 1, épisode 17 "Snow Job" : Country
- 1973 : Harry O (série télévisée) de Howard Rodman, épisode pilote "Such Dust as Dreams Are Made On" : Harlan Garrison
- 1973 : ABC's Wide World of Mystery (anthologie), saison 1, épisode 6 "A Prowler in the Heart" : Tony Parrish
- 1973 : Letters from Three Lovers (en) (téléfilm) de John Erman : Vincent Manella
- 1973 : Love, American Style (anthologie), saison 5, épisode 1 "Love and the Swinging Surgeon" : le docteur Art Parmel
- 1973 : Message to My Daughter (téléfilm) de Robert Michael Lewis : John Thatcher
- 1973 : Cannon (série télévisée) d'Edward Hume, saison 3, épisode 2 "L'Héritage de Cannon" (Memo From a Dead Man) : Christopher Grant
- 1973 : Columbo (série télévisée) de Richard Levinson et William Link, saison 3, épisode 1 Adorable mais dangereuse (Lovely but Lethal) : Karl Lessing
- 1973 : Les Rues de San Francisco (The Streets of San Francisco) (série télévisée) d'Edward Hume, saison 2, épisode 2 "Trahie" (Betrayed) : Dean Knox
- 1973 : Toma (série télévisée) d'Edward Hume et Roy Huggins, saison 1, épisode 1 "The Oberon Contract" : Eddie Siatti
- 1973 : Médecins d'aujourd'hui (Medical Center) (série télévisée) de Frank Glicksman et Al C. Ward, saison 5, épisode 5 "Clash of Shadows" : Glen
- 1973 : Dr. Simon Locke (série télévisée) de Chester Krumholz et Wilton Schiller, saison 3, épisode 7 "Body Count" : Ben Grover
- 1973 : Love Story (anthologie), saison unique, épisode 5 "Mirabelle's Summer" : Frank Randolph
- 1974 : The California Kid de Richard T. Heffron : Michael McCord
- 1974 : Insight (anthologie), saison 13, épisode 4 "The Crime of Innocence" : Peter
- 1974 : Insight (anthologie), saison 13, épisode 6 "And the Walls Came Tumblin' Down" : Dieu
- 1974 : Exécuté pour désertion (The Execution of Private Slovik) (téléfilm) de Lamont Johnson :  Eddie Slovik
- 1974 : Insight (anthologie), saison 13, épisode 11 "The Clown of Freedom" : Bobo le clown
- 1974 : The Story of Pretty Boy Floyd (téléfilm) de Clyde Ware : Pretty Boy Floyd
- 1974 : The Missiles of October (téléfilm) d'Anthony Page : Robert Francis Kennedy
- 1975 : The Last Survivors (téléfilm) de  Lee H. Katzin : Alexander William Holmes
- 1975 : Insight (anthologie), saison 14, épisode 5 "Chipper" : Akardin
- 1975 : Douce captive (Sweet Hostage) (téléfilm) de Lee Philips : Leonard Hatch
- 1978 : Taxi!! (téléfilm) de Joseph Hardy : le chauffeur du taxi
- 1978 : Insight (anthologie), saison 17, épisode 5 "Is Anyone Listening?" : Tom
- 1978 : Insight (anthologie), saison 17, épisode 7 "Just Before Eve" : Adam
- 1979 : Blind Ambition (mini-série) de John Dean et Maureen Dean : John Dean

#### Années 1980
- 1980 : Insight (anthologie), saison 20, épisode  "The Long Road Home" : Jamie Conklin
- 1982 : In the Custody of Strangers (téléfilm) de  Robert Greenwald : Frank Caldwell
- 1983 : Les Disparues (Choices of the Heart) (téléfilm) de Joseph Sargent : le père Phelan
- 1983 : Kennedy (mini-série) de Reg Gadney et Jim Goddard : John Fitzgerald Kennedy
- 1984 : Le Dernier rempart (The Guardian) (téléfilm) de David Greene : Charlie Hyatt
- 1984 : The Funniest Joke I Ever Heard (téléfilm) de  Donald Davis : dans son propre rôle
- 1985 : Consenting Adult (téléfilm) de Gilbert Cates : Ken Lynd
- 1985 : The Atlanta Child Murders (mini-série) d'Abby Mann et John Erman : Chet Dettlinger
- 1985 : The Fourth Wise Man (téléfilm) de  Michael Ray Rhodes : Artaban de Médée
- 1985 : Un tueur dans New York (Out of the Darkness) (téléfilm) de Jud Taylor : Eddie Zigo
- 1985 : Alfred Hitchcock présente (Alfred Hitchcock Presents) (anthologie), saison 1, épisode 7 "Tête d'affiche" (Method Actor) : Paul Dano
- 1986 : Shattered Spirits (téléfilm) de Robert Greenwald : Lyle Mollencamp
- 1986 : Pour affaire de mœurs (News at Eleven) (téléfilm) de Mike Robe : Frank Kenley
- 1986 : Samaritan: The Mitch Snyder Story (téléfilm) de Richard T. Heffron : Mitch Snyder
- 1987 : Conspiracy: The Trial of the Chicago 8 (téléfilm) de Jeremy Kagan : James Marion Hunt
- 1987 : CBS Schoolbreak Special (anthologie), saison 4, épisode 3 "My Dissident Mom" : Joe Sanders
- 1989 : Objectif nucléaire (Nightbreaker) de Peter Markle : le docteur Alexander Brown

#### Années 1990
- 1990 - 1992 : Capitaine Planète (Captain Planet and the Planeteers) (série d'animation) de Ted Turner et Barbara Pyle, 2 saisons, 12 épisodes : Sly Sludge (voix)
- 1991 : Un amour de banquier (The Maid) (téléfilm) de Ian Toynton : Anthony Wayne
- 1991 : Présumé Coupable (Guilty Until Proven Innocent) de Paul Wendkos : Harold Hohne
- 1992 : Garwood, prisonnier de guerre (The Last P.O.W.? The Bobby Garwood Story) (téléfilm) de Georg Stanford Brown : William F. "Ike" Eisenbraun
- 1992 : La Mort au bout des doigts (Touch and Die) (téléfilm) de  Piernico Solinas : Frank
- 1992 : Le Moteur à eau (The Water Engine) (téléfilm) de Steven Schachter : la voix off (non-crédité au générique)
- 1993 : Grey Knight de George Hickenlooper : le général Haworth
- 1993 : Queen (mini-série) d'Alex Haley et David Stevens : James Jackson Sr.
- 1993 : En quête de justice (Matter of Justice) (téléfilm) de Michael Switzer : Jack Brown
- 1993 : Murphy Brown (sitcom) de Diane English, saison 6, épisode 2 "Les Années soixante" (Angst for the Memories) : Nick Brody
- 1993 : Les Contes de la crypte (Tales from the Crypt) (anthologie) de William Gaines et Steven Dodd, saison 5, épisode 8 "Illusions perdues" (Well Cooked Hams) : Kraygen/Thomas Miller/Zorbin le Magnifique
- 1994 : Un des siens (One of Her Own) (téléfilm) d'Armand Mastroianni : le procureur adjoint Pete Maresca
- 1994 : Roswell, le mystère (Roswell) de Jeremy Kagan : Townsend
- 1994 : Guns of Honor (téléfilm) de Peter Edwards : Jackson Baines Hardin
- 1995 : Captain Nuke and the Bomber Boys de Charles Gale
- 1995 : Present Tense, Past Perfect (téléfilm) de Richard Dreyfuss : Brian
- 1996 : Opération Alf (Project: ALF) (téléfilm) de Dick Lowry : le colonel Gilbert Milfoil
- 1996 : Alchemy (téléfilm) de Deepak Chopra : le Roi Arthur
- 1996 : Crystal Cave (téléfilm) de Deepak Chopra : le Roi Arthur
- 1997 : Piège en plein ciel (Medusa's Child) (téléfilm) de Larry Shaw : le président des États-Unis
- 1997 : Gun (anthologie) de James Sadwith, saison unique, épisode 2 "Ricochet" (Ricochet) : Van Guinness
- 1997 : Péril en mer (Hostile Waters) (téléfilm) de David Drury : le skipper de l'Aurora
- 1997 : Les Simpson (The Simpsons) (série d'animation) de Matt Groening, saison 9, épisode 2 "Le Principal Principal" (The Principal and the Pauper) : le sergent Seymour Skinner (voix)
- 1998 : Voyage of Terror (téléfilm) de Brian Trenchard-Smith : Henry Northcutt
- 1998 : Babylon 5: The River of Souls (téléfilm) de Janet Greek (en) : le chasseur d'âmes
- 1998 : Les Contes de mon enfance (Stories from my Childhood) (anthologie d'animation), saison 2, épisode 9 "When Wishes Come True" : Antonio (voix)
- 1999 : The Darklings (téléfilm) de Jeffrey Reiner : Ira Everett
- 1999 : D.R.E.A.M. Team (téléfilm) de Dean Hamilton : J.W. Garrison
- 1999 : Total Recall 2070 (série télévisée) d'Art Monterastelli, saison unique, épisode 21 "Justice virtuelle" (Virtual Justice) : Praxis
- 1999 : Au cœur du labyrinthe (Forget Me Never) (téléfilm) de Robert Allan Ackerman : Jack
- 1999 : Chasseurs de frissons (The Time Shifters) (téléfilm) de Mario Azzopardi : Grifasi
- 1999-2006 : À la Maison-Blanche (The West Wing) (série télévisée) d'Aaron Sorkin : le président Josiah « Jed » Bartlet (7 saisons, 155 épisodes)

#### Années 2000-2010
- 2002 : Spin City (sitcom) de Gary David Goldberg et Bill Lawrence : Ray Harris / Ray Crawford (saison 6, épisode 14)
- 2005 : Mon Oncle Charlie (Two and a Half Men (sitcom) de Chuck Lorre et Lee Aronsohn : Harvey, le père de Rose (saison 3, épisode 7)
- 2012 - 2014 : Anger Management (sitcom) de Bruce Helford : Martin Goodson (2 saisons, 20 épisodes)
- 2013 : The Whale (téléfilm) d'Alrick Riley : Thomas Nickerson
- 2015 - 2022 : Grace et Frankie (Grace and Frankie) (sitcom) de Marta Kauffman et Howard Morris : Robert Hanson (7 saisons, 94 épisodes)
- 2016 : Anne of Green Gables (en) (téléfilm) de John Kent Harrison : Matthew Cuthbert
- 2017 : Anne of Green Gables: The Good Stars (téléfilm) de John Kent Harrison : Matthew Cuthbert
- 2017 : Anne of Green Gables: Fire & Dew (téléfilm) de John Kent Harrison : Matthew Cuthbert

### Jeux vidéo
- 2010 : Mass Effect 2 : l'Homme-trouble
- 2012 : Mass Effect 3 : l'Homme-trouble

### Réalisation
- 1986 : CBS Schoolbreak Special (anthologie), saison 3, épisode 3 "Babies Having Babies"
- 1990 : Cadence

## Distinctions

### Récompenses
- 1974 : Festival international du film de Saint-Sébastien du meilleur acteur pour La Balade sauvage
- 1980 : Fotogramas de Plata du meilleur acteur étranger pour Apocalypse Now
- Primetime Emmy Awards 1994 : Meilleur acteur invité dans une série télévisée comique pour Murphy Brown
- Imagen Foundation Awards 1998 : Lauréat du Prix pour l'ensemble de sa carrière.
- Nosotros Golden Eagle Awards 2000 : Lauréat du Prix pour l'ensemble de sa carrière.
- 2000 : Online Film & Television Association Awards du meilleur acteur dans une nouvelle série télévisée dramatique pour À la Maison-Blanche
- 2001 : ALMA Awards du meilleur acteur dans une série télévisée dramatique pour À la Maison-Blanche
- Satellite Awards 2000 : Meilleur acteur dans une série télévisée dramatique pour À la Maison-Blanche
- Screen Actors Guild Awards 2000 : Meilleur acteur dans une série dramatique pour À la Maison-Blanche
- 2000 : TV Guide Awards de l'acteur préféré dans une nouvelle série télévisée dramatique pour À la Maison-Blanche
- 2000 : Viewers for Quality Television Awards du meilleur acteur dans une série télévisée dramatique pour À la Maison-Blanche
- Golden Globes 2001 : Meilleur acteur dans une série dramatique pour À la Maison-Blanche
- Nosotros Golden Eagle Awards 2001 : Lauréat du Prix pour l'ensemble de sa carrière.
- 2001 : Online Film & Television Association Awards du meilleur acteur dans une série télévisée dramatique pour À la Maison-Blanche
- Screen Actors Guild Awards 2001 : Meilleur acteur dans une série dramatique pour À la Maison-Blanche
- Screen Actors Guild Awards 2001 : Meilleure distribution pour une série dramatique pour À la Maison-Blanche partagé avec Dulé Hill, Allison Janney, Moira Kelly, Rob Lowe, Janel Moloney, Richard Schiff, John Spencer et Bradley Whitford.
- 2001 : TV Guide Awards de l'acteur de l'année dans une série télévisée dramatique pour À la Maison-Blanche
- Screen Actors Guild Awards 2002 : Meilleur acteur dans une série dramatique pour À la Maison-Blanche
- Screen Actors Guild Awards 2002 : Meilleure distribution pour une série dramatique pour À la Maison-Blanche partagé avec Stockard Channing, Dulé Hill, Allison Janney, Rob Lowe, Janel Moloney, Richard Schiff, John Spencer et Bradley Whitford.
- 2006 : National Board of Review Awards de la meilleure distribution dans un thriller dramatique pour Les Infiltrés partagé avec Leonardo DiCaprio, Matt Damon, Jack Nicholson, Mark Wahlberg, Vera Farmiga, Ray Winstone, Alec Baldwin et Anthony Anderson.
- Critics' Choice Movie Awards 2006 : Meilleure distribution pour Les Infiltrés partagé avec Leonardo DiCaprio, Matt Damon, Jack Nicholson, Mark Wahlberg, Vera Farmiga, Ray Winstone, Alec Baldwin et Anthony Anderson.
- Central Ohio Film Critics Association Awards 2007 : Meilleure distribution pour Les Infiltrés partagé avec Leonardo DiCaprio, Matt Damon, Jack Nicholson, Mark Wahlberg, Vera Farmiga, Ray Winstone, Alec Baldwin et Anthony Anderson.
- 2007 : Gotham Independent Film Awards de la meilleure distribution pour Talk to Me partagé avec Cedric the Entertainer, Don Cheadle, Chiwetel Ejiofor, Mike Epps, Vondie Curtis-Hall et Taraji P. Henson.
- 2007 : Hollywood Film Awards de la meilleure distribution de l'année dans un drame biographique pour Bobby partagé avec Demi Moore, Sharon Stone, Nick Cannon, Joy Bryant, Anthony Hopkins, Lindsay Lohan, Elijah Wood, Helen Hunt, Freddy Rodríguez, Ashton Kutcher, William H. Macy, Christian Slater, Shia LaBeouf, Laurence Fishburne, Heather Graham, Jacob Vargas, Mary Elizabeth Winstead, Svetlana Metkina et Harry Belafonte.
- Festival international du film de Chicago 2011 : Lauréat du Prix pour l'ensemble de sa carrière.
- 2013 : BTVA People's Choice Voice Acting Awards de la meilleure performance vocale pour l'ensemble de la distribution dans un jeu vidéo pour Mass Effect 3 partagé avec Jennifer Hale, Mark Meer, Keith David, Ali Hillis, Yvonne Strahovski, D.C. Douglas, Steve Blum, Seth Green, Ash Sroka, Freddie Prinze Jr., Alix Wilton Regan, Brandon Keener, Raphael Sbarge et Kimberly Brooks.
- 2020 : Global Nonviolent Film Festival du meilleur documentaire pour The World Is My Country partagé avec Melanie N. Bennett (Productrice) et Arthur Kanegis (Réalisateur).

### Nominations
- Golden Globes 1969 : Meilleur acteur dans un second rôle pour Trois Étrangers
- Primetime Emmy Awards 1974 : Meilleur acteur dans une série télévisée dramatique pour Exécuté pour désertion
- Primetime Emmy Awards 1978 : Meilleur acteur dans une série télévisée comique pour Taxi!!
- British Academy Film Awards 1980 : Meilleur acteur pour Apocalypse Now
- Golden Globes 1980 : Meilleur acteur dans une série dramatique pour Blind Ambition
- British Academy Television Awards 1984 : Meilleur acteur dans une mini-série ou un téléfilm pour Kennedy
- Golden Globes 1984 : Meilleur acteur dans une mini-série ou un téléfilm pour Kennedy
- Golden Globes 2000 : Meilleur acteur dans une série dramatique pour À la Maison-Blanche
- 2000 : Online Film & Television Association Awards du meilleur acteur dans une série télévisée dramatique pour À la Maison-Blanche
- Primetime Emmy Awards 2000 : Meilleur acteur dans une série télévisée dramatique pour À la Maison-Blanche
- Primetime Emmy Awards 2001 : Meilleur acteur dans une série télévisée dramatique pour À la Maison-Blanche
- Satellite Awards 2001 : Meilleur acteur dans une série télévisée dramatique pour À la Maison-Blanche
- Golden Globes 2002 : Meilleur acteur dans une série dramatique pour À la Maison-Blanche
- 2002 : Online Film & Television Association Awards du meilleur acteur dans une série télévisée dramatique pour À la Maison-Blanche
- Primetime Emmy Awards 2002 : Meilleur acteur dans une série télévisée dramatique pour À la Maison-Blanche
- Satellite Awards 2002 : Meilleur acteur dans une série télévisée dramatique pour À la Maison-Blanche
- Golden Globes 2003 : Meilleur acteur dans une série dramatique pour À la Maison-Blanche
- 2003 : Online Film & Television Association Awards du meilleur acteur dans une série télévisée dramatique pour À la Maison-Blanche
- Primetime Emmy Awards 2003 : Meilleur acteur dans une série télévisée dramatique pour À la Maison-Blanche
- Satellite Awards 2003 : Meilleur acteur dans une série télévisée dramatique pour À la Maison-Blanche
- Screen Actors Guild Awards 2003 : Meilleur acteur dans une série dramatique pour À la Maison-Blanche
- Screen Actors Guild Awards 2003 : Meilleure distribution pour une série dramatique pour À la Maison-Blanche partagé avec Stockard Channing, Dulé Hill, Allison Janney, Rob Lowe, Joshua Malina, Janel Moloney, Mary-Louise Parker, Richard Schiff, John Spencer, Lily Tomlin et Bradley Whitford.
- Golden Globes 2004 : Meilleur acteur dans une série dramatique pour À la Maison-Blanche
- Primetime Emmy Awards 2004 : Meilleur acteur dans une série télévisée dramatique pour À la Maison-Blanche
- Screen Actors Guild Awards 2004 : Meilleur acteur dans une série dramatique pour À la Maison-Blanche
- Screen Actors Guild Awards 2004 : Meilleure distribution pour une série dramatique pour À la Maison-Blanche partagé avec Stockard Channing, Dulé Hill, Allison Janney, Joshua Malina, Janel Moloney, Richard Schiff, John Spencer et Bradley Whitford.
- Screen Actors Guild Awards 2005 : Meilleure distribution pour une série dramatique pour À la Maison-Blanche partagé avec Stockard Channing, Kristin Chenoweth, Dulé Hill, Allison Janney, Joshua Malina, Mary McCormack, Janel Moloney, Richard Schiff, John Spencer, Lily Tomlin et Bradley Whitford.
- 2006 : Awards Circuit Community Awards de la meilleure distribution pour Les Infiltrés partagé avec Leonardo DiCaprio, Matt Damon, Jack Nicholson, Mark Wahlberg, Vera Farmiga, Ray Winstone, Alec Baldwin et Anthony Anderson.
- Boston Society of Film Critics Awards 2006 : Meilleure distribution pour Les Infiltrés partagé avec Leonardo DiCaprio, Matt Damon, Jack Nicholson, Mark Wahlberg, Vera Farmiga, Ray Winstone, Alec Baldwin et Anthony Anderson.
- 2006 : Online Film & Television Association Awards du meilleur acteur dans une série télévisée dramatique pour À la Maison-Blanche
- Screen Actors Guild Awards 2006 : Meilleure distribution pour une série dramatique pour À la Maison-Blanche partagé avec Alan Alda, Kristin Chenoweth, Janeane Garofalo, Dulé Hill, Allison Janney, Joshua Malina, Mary McCormack, Janel Moloney, Teri Polo, Richard Schiff, Jimmy Smits, John Spencer et Bradley Whitford.
- Critics' Choice Movie Awards 2007 : Meilleure distribution pour Les Infiltrés partagé avec Leonardo DiCaprio, Matt Damon, Jack Nicholson, Mark Wahlberg, Vera Farmiga, Ray Winstone, Alec Baldwin et Anthony Anderson.
- Critics' Choice Movie Awards 2007 : Meilleure distribution pour Bobby partagé avec Demi Moore, Sharon Stone, Nick Cannon, Joy Bryant, Anthony Hopkins, Lindsay Lohan, Elijah Wood, Helen Hunt, Freddy Rodríguez, Ashton Kutcher, William H. Macy, Christian Slater, Shia LaBeouf, Laurence Fishburne, Heather Graham, Jacob Vargas, Mary Elizabeth Winstead, Svetlana Metkina et Harry Belafonte.
- 2007 : Gold Derby Awards de la meilleure distribution pour Les Infiltrés partagé avec Leonardo DiCaprio, Matt Damon, Jack Nicholson, Mark Wahlberg, Vera Farmiga, Ray Winstone, Alec Baldwin et Anthony Anderson.
- Screen Actors Guild Awards 2007 : Meilleure distribution pour Les Infiltrés partagé avec Leonardo DiCaprio, Matt Damon, Jack Nicholson, Mark Wahlberg, Vera Farmiga, Ray Winstone, Alec Baldwin et Anthony Anderson.
- Screen Actors Guild Awards 2007 : Meilleure distribution pour Bobby partagé avec Demi Moore, Sharon Stone, Nick Cannon, Joy Bryant, Anthony Hopkins, Lindsay Lohan, Elijah Wood, Helen Hunt, Freddy Rodríguez, Ashton Kutcher, William H. Macy, Christian Slater, Shia LaBeouf, Laurence Fishburne, Heather Graham, Jacob Vargas, Mary Elizabeth Winstead, Svetlana Metkina et Harry Belafonte.
- Primetime Emmy Awards 2006 : Meilleur acteur invité dans une série télévisée comique pour Mon Oncle Charlie

## Voix francophones
En version française, Philippe Ogouz, décédé en juillet 2019, et Marcel Guido ont été les voix françaises régulières en alternance de Martin Sheen. Auparavant Patrick Floersheim l'a également doublé à sept reprises principalement vers les années 1990.
En québécois, Jean-Marie Moncelet est la voix québécoise régulière de l'acteur.